# زیک امانوئل
زیک امانوئل (انگلیسی: Ezekiel Emanuel؛ زادهٔ ۶ سپتامبر ۱۹۵۷) سیاست‌مدار و پزشک اهل ایالات متحده آمریکا است.